# Neostrearia fleckeri
Neostrearia es un género monotípico perteneciente a la familia  Hamamelidaceae. Su única especie, Neostrearia fleckeri, es originaria de  Queensland en Australia.

## Descripción
Neostrearia fleckeri es un árbol pequeño que alcanza una altura de 10 a 12 m. Las hojas son simples y alternas, y miden hasta 18 cm de largo por 7 cm de ancho. Son de color verde brillante por el haz color azul verdoso por el envés, con un pecíolo de hasta 12 mm de largo y estípulas muy finas, similares a vellosidades, de unos 4 mm de largo.
La inflorescencia es terminal (es decir, se produce desde el extremo de la rama) y adopta la forma de una espiga. Mide unos 20 cm  de largo y contiene entre 40 y 50 pequeñas flores sésiles. Los cálices están densamente cubiertos de pelos marrones muy finos y miden entre 3 y 4 mm  de largo. Los pétalos son de color amarillo cremoso a blanco, de unos 15 mm  de largo y 2 mm de ancho, con un aspecto irregular y arrugado.
El fruto es una cápsula leñosa de color marrón oscuro de unos 15 mm de largo por 10 mm de ancho. Cada uno de los dos segmentos de la cápsula contiene una o dos pequeñas semillas negras de unos 10 mm de largo.

## Distribución y hábitat
La distribución de esta especie es muy limitada, confinada a las partes costeras y subcosteras del noreste de Queensland, desde el río Daintree en el norte, hasta cerca de Innisfail, a unos 150 km (93 mi) al sur. Las colecciones y observaciones registradas sugieren que solo se encuentra en los dos extremos de ese rango. Crece en bosques tropicales bien desarrollados en tierras bajas y colinas hasta 650 m (2130 pies), a menudo cerca de arroyos y ríos.

## Taxonomía
Neostrearia fleckeri fue descrita por  Lindsay Stewart Smith y publicado en Proceedings of the Royal Society of Queensland 69: 46. 1958.